# Vega Airlines
Vega Airlines was een Bulgaarse vrachtluchtvaartmaatschappij met thuisbasis in Plovdiv.

## Geschiedenis
Vega Airlines werd opgericht in 1997. In 2007 werd de vliegvergunning van de maatschappij ingetrokken.

## Vloot
De vloot van Vega Airlines bestond in januari 2007 uit:
- 4 Antonov An-12BP
- 2 Antonov An-12V